# Robert Doyle
Robert Keith Bennett Doyle (* 20. května 1953 v Melbourne, Victoria, Austrálie) je australský politik, člen Liberální strany Austrálie. Od 1. prosince 2008 je starostou města Melbourne.